# Пластичні мастила

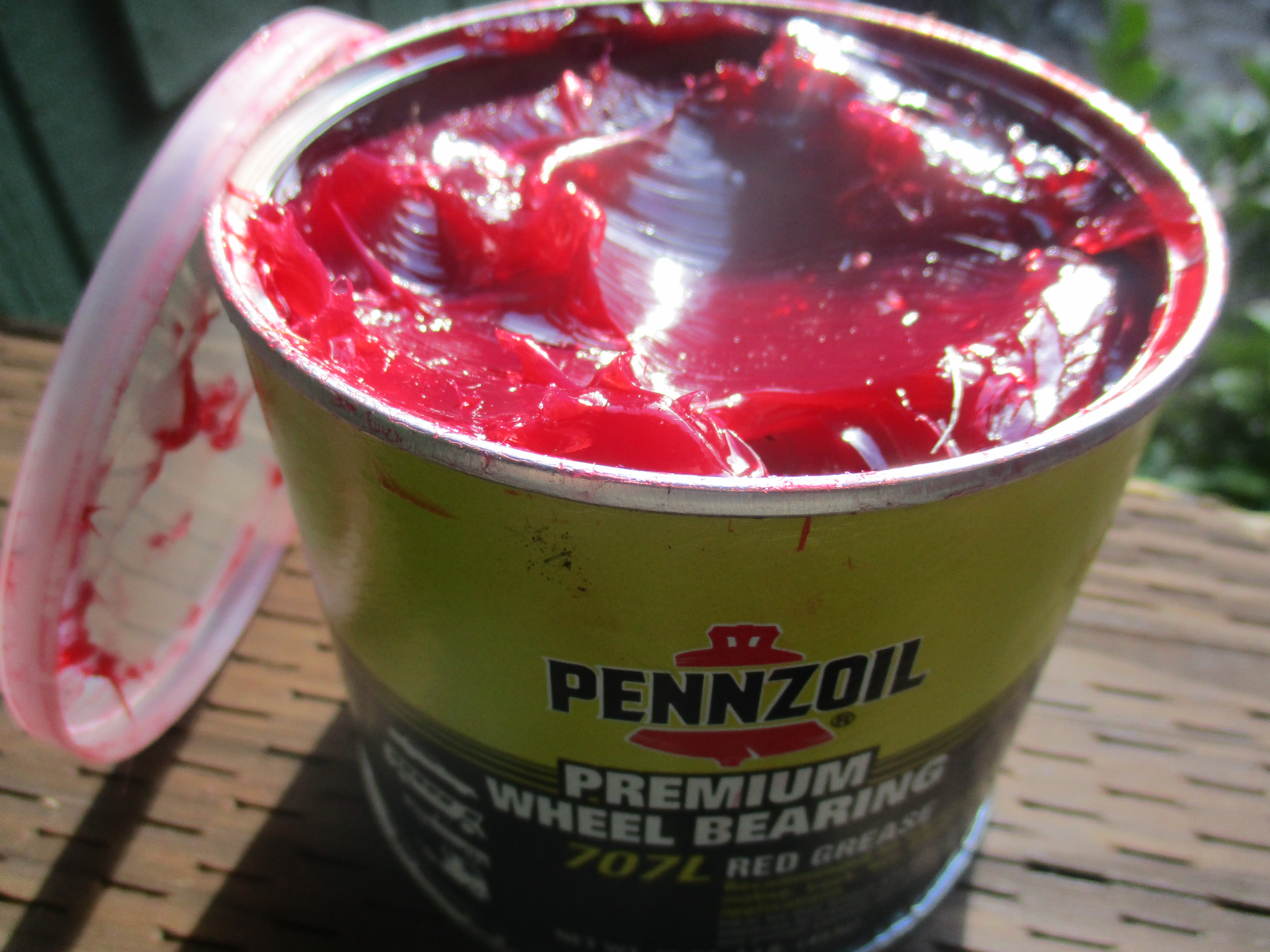
Пластичне мастило для підшипників ступиць коліс

Пласти́чні масти́ла (англ. lubricating grease) — мастильні матеріали колоїдної структури, що складаються з оливи чи синтетичного мастила, стабілізованих милами чи іншими загущувачами, з можливим наповненням іншими компонентами.
Основною функцією пластичних мастил є зменшення зносу деталей, що труться, з метою подовження строку служби машин і механізмів. Поряд із цим пластичні мастила виконують й інші функції. Так, в окремих випадках вони не стільки зменшують знос, скільки упорядковують його, не допускаючи задира, заїдання та заклинювання поверхонь, що труться. Мастила запобігають проникненню до поверхонь, що труться, агресивних рідин, газів, парів, а також абразивних матеріалів (пилу, бруду тощо). Майже всі мастила виконують захисні функції, запобігають виникненню корозії металевих поверхонь. Завдяки антифрикційним властивостям, мастила суттєво зменшують енергетичні витрати на тертя, що дозволяє економити потужність машин і механізмів.